# 诗经
《诗经》是中国最早的诗歌总集，收录自西周初年至春秋中叶（约前11世纪-前6世纪）的诗歌305篇（除此之外还有6篇有题目无内容，即有目无辞，称为笙詩六篇，题目分别是南陔、白华、华黍、由庚、崇丘和由仪）。原本叫《诗》，又称《诗三百》《三百篇》。从汉朝起儒家将其奉为經典，遂也称之谓《诗经》，而正式使用《诗经》一名，应该起于南宋初年。漢之後人們蒐集整理《詩》。其中最为著名也是流传至今的，是汉景帝第三子河间王刘德、毛苌版本《诗经》，因此该版本又称为《毛诗》。目前安徽大学藏战国早期楚国版本的《诗经》是最早的《诗经》原始版本。《诗经》内容丰富，反映了劳动与愛情、战争与徭役、压迫与反抗、風俗与婚姻、祭祖与宴會，甚至天象、地貌、动物、植物等，是周代社会生活的一面镜子。

## 成书过程
《詩經》是陸續編輯成的，最古的是周頌，接著是大雅，其次是小雅，最晚的是商頌、魯頌和國風。
《诗经》中最早的作品大约成于西周初期，根据《尚書》上所说，《豳风·鸱鸮》为周公旦所作。2008年入藏清华大学的一批战国竹简（简称清华简）中的耆夜篇中，叙述武王等在战胜黎國后庆功饮酒，其间周公旦即席所作的诗《蟋蟀》，内容与现存《诗经·唐风》中的《蟋蟀》一篇有密切关系。最晚的作品成于春秋时期中叶，据郑玄《詩譜序》，是《陈风·株林》，跨越了大约500年。
古人关于《诗经》的收集和编选，共有“王官采詩”和“孔子删诗”、“献诗说”三種说法：
- 王官采诗说：《孔叢子·巡狩篇》載：“古者天子命史采歌谣，以观民风。”《汉书·食货志》中记载，周朝朝廷派出专门的使者在農忙时到全国各地采集民谣，由周朝史官汇集整理后给天子看，目的是了解民情[10]。刘歆《与扬雄书》亦稱：“诏问三代，周、秦轩车使者、遒人使者，以岁八月巡路，求代语、童谣、歌戏。”《漢書·卷三〇·藝文志》：「故古有采詩之官，王者所以觀風俗，知得失，自考正也。」

- 孔子删诗说：见于《史记》，据说原有古诗3000篇，孔子根据礼义的标准编选，整理出了共计三百零五篇的《诗》[11]，宋代朱熹[12]也基本肯定此说法。唐代孔颖达[13]、明代朱彝尊、清代魏源和方玉润[14]等皆怀疑此说。《左传》中记载孔子不到10岁时就有了定型的《诗经》，公元前544年鲁乐工为吴公子季札所奏的风诗次序与今本《诗经》基本相同[15]。现在通常认为《诗经》为各诸侯国协助周王室采集，之后由史官和乐师编纂整理而成。孔子也参与了整理音樂的过程。[16]無論如何，孔子以《詩經》為課本，對《詩經》重要性的肯定無庸置疑。

- 献诗说：见于《国语》，传天子为了“考其俗尚之美恶”，下令诸侯献诗[17]。

## 版本
西汉初年，传授《诗经》的主要有齊、魯、韓三家，分别出自齐人辕固、鲁人申培和燕人韩婴，《诗》经过三家注释、传授后，成为固定的带有注释性文字的版本，分别被称为“齐诗”、“鲁诗”和“韩诗”。齐、鲁、韩三家所传诗，依据的是秦以后成书的今文經（当时的“今文”指汉隶）。最初以鲁诗最为盛行，齐诗次之，韩诗又次之。后来鲁人毛亨、毛苌（即大毛公毛亨、小毛公毛苌）自称按子夏所传“古文经”另辟蹊径进行注释（当时的“古文”指大篆，也泛指秦“书同文”以前六国各自的字体），自成一家，被称为“毛诗”。在西汉不具学术权威性，而《汉书》仅提及其“自言子夏所传”，到了魏晋时代才成为显学。
三家诗认为《诗经》中涉及情愛的诗不雅，常加以各种附会解释，将其解为歌颂或讽刺政治之作；毛诗则推翻三家之言，往往根据史书《左传》中的历史事件来解释《诗经》的篇章。然而，学者王先謙在整理对比四家诗说时，发现毛诗的牽強附會现象也非常严重。且毛诗对诗经篇目进行了修改，如将邶鄘卫风分为邶风、鄘风和卫风，然而这三个地区是殷商畿内，殷亡后设立三监，实为同一地区。现今，三家诗皆散逸，仅《毛诗》一家流传于世。其中《齐诗》亡于曹魏、《鲁诗》亡于西晋、《韩诗》亡于北宋，另有《韩诗》流派的衍生著作《韩诗外传》10卷幸存。
现存的《毛诗》每篇都有一个题解，叫做“小序”，其作者大部分已不可考。现在一般都认为解说文字除少数几篇以外，大部分都不可信。但是《毛诗序》对后人的影响非常大。古人用典往往遵循《序》的解释。《毛诗序》最大的缺点在于同样具有穿凿附会的痕迹，因而在后世儒家研究《诗经》的著作中被反复推翻、论证。
现存的鲁诗、齐诗和韩诗由王先谦集合前人从文献中挑出的三家诗说的残片，着重参考陈乔枞编集的鲁齐韩三家诗，编成《诗三家义集疏》。
20世纪以来考古发掘出许多载有《诗经》文字的竹简、木牘、帛书。1977年在安徽阜阳雙古堆发掘出的汉代竹简本《诗经》是现存的年代较早的诗经古本。2015年，安徽大学收购入藏的战国竹简安大简记录的《诗经》是目前发现的抄写时代最早、存诗数最多的古本，竹简年代约在公元前400年至公元前350年之间，属战国早中期，存《國風》詩58篇，與今本《詩經》編次多有不同，同一字句的寫法亦多有歧異，提供了豐富的通假字和異體字等異文材料。2021年荊州市的王家咀戰國楚墓出土竹簡包括《詩經》，其內容可與今本《詩經》十五國風的絕大部分詩篇相對讀。

## 体例分类
关于《诗经》中诗的分类，有“四始六义”之说。“四始”指《风》《大雅》《小雅》《颂》的四篇列首位的诗，關雎是國風的開始，鹿鳴是小雅的開始，文王是大雅的開始，清廟是三頌的開始。“六义”则指“风、雅、颂，赋、比、兴”。“风、雅、颂”是按音乐的不同对《诗经》的分类，“赋、比、兴”是《诗经》的表現手法。

### 內容：风、雅、颂
《风》又称《國風》，一共有15组、按地区划分，包括“周南”、“召南”、“邶风”、“鄘风”、“卫风”、“王风”、“郑风”、“桧风”、“齐风”、“魏风”、“唐风”、“秦风”、“豳风”、“陈风”和“曹风”，共160篇，又被称为“十五国风”。《国风》被普遍视为《诗经》中的文学精华部分，后人将其与屈原的《离骚》并称为“风骚”。从风格上讲，《国风》带有浓烈的地方色彩；从内容上讲，《国风》大多数是民間詩歌，作者除少數是个别貴族外，大多是民间人士。
对于《雅》的认识有各种不同的观点。一种观点认为是指周朝直接统治地区的音乐，“雅”有“正”的意思，把这种音乐看作“正声”，意在表明和其他地方音乐的区别。也有人说“雅”与“夏”相通，「夏」是周朝直接统治地区的称呼。还有观点认为，《雅》是指人人能懂的典雅音乐。《雅》共105篇，分为《大雅》31篇和《小雅》74篇。《小雅》為宴請賓客之音樂。《大雅》則是國君接受臣下朝拜，陳述勸戒的音樂。多数是朝廷官吏及公卿大夫的作品，有一小部分是民間詩歌。其内容几乎都是关于政治方面的，有赞颂好人好政的，有讽刺弊政的。只有几首表达个人感情的诗。但是没有情诗。「雅」在此可以指貴族官吏詩歌。
《颂》是贵族在家庙中祭祀鬼神、赞美统治者功德的乐曲，在演奏时要配以舞蹈，也可以专指宗庙祭祀用诗歌，又分为《周颂》《鲁颂》和《商颂》，共40篇，合稱《三頌》。其中《周颂》31篇，一般认为其中大部分都是西周前期时的作品、多作于周昭王、周穆王以前；《鲁颂》4篇，认为可能是魯僖公时的作品；《商颂》5篇，自古以來一直相傳是春秋時期宋國大夫正考父所作，不過，目前學界則傾向於認為是商朝所留下的祭祖詩歌。

### 作法：賦、比、興
“賦、比、興”是詩經的表現手法。朱熹《詩集傳》解釋：“賦者，敷陳其事而直言之者也”，“比者，以彼物比此物也”，“興者，先言他物以引起所詠之詞也”。“賦”是指“鋪陳直敘”，是直陳其事，描述一件事情的經過（直述法），一般多見於《頌》和《大雅》。“比”是指“託物擬況”，是打個比方，用一件事物比喻另一件事物（比喻法），如《鄘風．相鼠》《魏風．碩鼠》用可惡的老鼠來譬喻統治者的貪婪。“興”是指“託物起興”，是從一件事物聯想到另外一件事物；也可以說是：先言他物，再興起聯想（聯想法），如《周南．桃夭》以“桃之夭夭，灼灼其華”聯想到新娘出嫁時的美貌有如桃花盛放。
比：為以彼物比此物，彼物與此物能分離為二。
興：則為將客觀之事物（彼物）與主觀之情意（此物）融為一體。
比，比喻，用已知比未知，是以形体喻形体（象树一样高），色彩喻色彩（如花红），光泽喻光泽（如玉润），声音喻声音（似鸟叫），气味喻气味（同尿臊），动作喻动作（如兔快），感觉喻感觉（似狼残），景况喻景况（时尚如潮水）。
《邶風·簡兮》：“执辔如组，两骖如舞。”以形态比形态；
《唐風·椒聊》：“椒聊之实，蕃衍盈升。彼其之子，硕大无朋”。以某种繁多之物喻人之多生；
《王風·黍離》：“中心如醉”，“中心如噎”。以感觉喻感觉；
兴：朱熹：「興者，先言他物以引起所詠之詞。」
《文心雕龍》：「比顯而興隱哉！故比者，附也；興者，起也。」
《詩品》：「文已盡而意有餘，興也。因物喻志，比也；直書其事，寓言寫物，賦也。」

## 现存篇目

### 国风
| 章次 | 章名 | 注释 | 所含目次 |
| ---- | ---- | --- | -------- |
| 01   | 周南 | 周公統治下的南方地區内受到“南音”影响的民歌，大致在今洛阳以南，南阳一带。部份學者認為，周南和召南出自南方楚國。                                                                                           | 001-011  |
| 02   | 召南 | 召国及其南部（召公統治下的南方地區）之民歌，郭沫若《甲骨文字研究・釋南》考證，原有一種樂器名「南」，這種樂器的使用，可能是南國音樂的特色。《周南》《召南》就是南國地區的民歌，配合南國樂器所奏出的樂調。 | 012-025  |
| 03   | 邶風 | 卫国民歌 | 026-044  |
| 04   | 鄘風 | 卫国民歌 | 045-054  |
| 05   | 卫風 | 卫国民歌 | 055-064  |
| 06   | 王風 | 王是“王畿”的简称，即东周王朝的直接统治区。王风所含即东周王畿当地的固有詩歌。 | 065-074  |
| 07   | 鄭風 | 鄭国民歌 | 075-095  |
| 08   | 齊風 | 齐国民歌 | 096-106  |
| 09   | 魏風 | 魏国民歌 | 107-113  |
| 10   | 唐風 | 晋国民歌 | 114-125  |
| 11   | 秦風 | 秦国民歌 | 126-135  |
| 12   | 陳風 | 陈国民歌 | 136-145  |
| 13   | 檜風 | 檜国民歌 | 146-149  |
| 14   | 曹風 | 曹国民歌 | 150-153  |
| 15   | 豳風 | 豳国民歌，傳統的經注說《豳风》是西周初年的詩，產生於成王時代。後人又認為可能是西周後期的詩。 | 154-160  |

### 小雅
小雅是《诗经》中的第161到第234篇诗歌的章目总称，共74首。《小雅》多为朝廷公卿大夫等在较私人场合的作品。 
| 章次 | 章名       | 注释 | 所含目次 |
| ---- | ---------- | ---- | -------- |
| 01   | 鹿鳴之什   |      | 161-169  |
| 02   | 白華之什   |      | 170-174  |
| 03   | 彤弓之什   |      | 175-184  |
| 04   | 祈父之什   |      | 185-194  |
| 05   | 小旻之什   |      | 195-204  |
| 06   | 北山之什   |      | 205-214  |
| 07   | 桑扈之什   |      | 215-224  |
| 08   | 都人士之什 |      | 225-234  |

### 大雅
大雅是《诗经》中的第235到第265篇诗歌的章目总称，共31首。《大雅》多为西周王室贵族的作品，多歌颂周王室祖先，主要用于较为严肃的场合。

| 章次 | 章名     | 题解 | 所含目次 |
| ---- | -------- | ---- | -------- |
| 01   | 文王之什 |      | 235-244  |
| 02   | 生民之什 |      | 245-254  |
| 03   | 蕩之什   |      | 255-265  |

### 颂
颂是《诗经》最后40篇诗歌的章目总称。

| 章次 | 章名         | 题解 | 所含目次 |
| ---- | ------------ | --- | -------- |
| 01   | 周頌         | 西周王朝的颂歌。据考证，为周武王、成王、康王、昭王时代近一百年间（约前1046—约前977年）的作品。 | 266-296  |
| 01a  | 清廟之什     | | 266-275  |
| 01b  | 臣工之什     | | 276-285  |
| 01c  | 閔予小子之什 | | 286-296  |
| 02   | 魯頌         | 《鲁颂》是春秋时代作品，产生于春秋鲁国國都山东曲阜一带地区，是鲁国的宫廷音乐。 | 297-300  |
| 03   | 商頌         | 传说为商朝的礼乐。前三篇的创作时期较早，为祭祀礼乐。后两篇歌颂宋襄公（前650—前637年在位）伐楚胜利，皆分章，产生的时间较晚。据魏源、皮锡瑞、王先谦、王国维等考证，本章实际上即《宋颂》，是春秋时代的作品，产生于宋国首都河南商丘地带。陆侃如、冯沅君所著《诗史》说《商颂》“一仿《周颂》，一仿《二雅》”。 | 301-305  |

## 相关著作及研究
古代關於《詩經》的研究著作多為“注疏”類作品，重在從儒學角度解釋說明“詩三百”的微言大義。注疏是一種研究、註釋儒家經典的重要體例，其中“注”主要補充說明字義、通假、名物、制度等，也闡發義理；“疏”則是對經文和舊注的進一步說明，往往遵循“疏不破注”的規則，在注的框架之內進行闡釋說明。《詩經》古代最重要的注疏是《毛詩正義》70卷，定版於唐朝，沿用西漢毛公所傳《毛詩》的傳，東漢鄭玄在《毛詩》基礎上所作的箋，由唐孔穎達作疏，是唐朝官方修纂的儒家經典權威性釋義叢書《五經正義》中的一部，并在明朝官方修訂版的《十三經注疏》也被收作《詩經》的權威解釋。
其次有南宋朱熹的《詩集傳》。南宋朱熹和鄭樵往往打破《毛詩》的附會，另作新解。
清朝考據學盛行，治學日趨保守，力主恢復毛、鄭（毛亨、鄭玄）乃至西漢初年的三家詩之學。閻若璩作《毛朱詩說》，毛奇齡作《白鷺洲主客說詩》，陳啓源作《毛詩稽古編》，用意皆在否定朱熹之《詩集傳》。段玉裁寫《毛詩故訓傳》，孫燾寫《毛詩說》，用意則在否定鄭玄之說。再者，皮錫瑞作《詩經通論》，王先謙作《詩三家集疏》又進一步否定毛詩之說，要回復到齊、魯、韓三家詩義。
清代姚際恒《詩經通論》、牛運震《詩志》、崔述《讀風偶識》和方玉潤《詩經原始》等著作，改採「評點」的形式從文學批評角度鑑賞《詩經》。其中又以姚際恆、方玉潤的著作多有新意，大膽推翻前人陳腐之說，見識較為高明；而王念孫與王引之父子訓詁《詩經》，方法周密，亦見解深刻。
五四時期，新文學運動的倡導者胡適是現代《詩經》研究的開路人。胡適將《詩經》視為文學作品，批判傳統經學把《詩經》用於教化的「附會」曲解之說，以返回文本自身意義的價值探索為目標。
現代對《詩經》的研究更多從現代人文學科語言學和歷史學的角度出發，側重于考察古今音韻不同，或者專注于搜集可印證上古時期歷史的資料。上博簡出土竹書孔子詩論是迄今所見最早的大段論《詩》文字，據信出於孔子後學之手。

## 評價與影響
古代認為《詩經》是群眾的心聲，反映政治的得失，有「陳古刺今」的效用。在交際的場合，可以「賦詩言志」，借詩句來表示想講的意思。朝廷音樂機構中的樂官，可以諷詠詩句，暗示民心對施政的反應。春秋時期，各國之間的外交，經常用歌詩或奏詩的方法來表達一些不想說或難以言喻的話。
《詩經》為中國第一部純文學的專著，它開啟了中國詩敘事、抒情的內涵，稱「純文學之祖」。是中國最早的詩歌總集，它確定了中國詩的修辭原則及押韻原則，稱「總集之祖」、「詩歌（韻文）之祖」。也是北方文學的代表，黃河流域文學的代表，平民文學的代表。
孔子對《詩經》有很高的評價。對於《詩經》的思想內容，他說“詩三百，一言以蔽之，思無邪”。對於它的特點，則“溫柔敦厚，詩教也”（即以為詩經使人讀後有澄清心靈的功效，作為教化的工具實為最佳良策）。孔子甚至說“不學詩，無以言”，顯示出《詩經》對中國古代文學的深刻影響。孔子認為，研究詩經可以培養聯想力，提高觀察力，學習諷刺方法，可以運用其中的道理侍奉父母，服侍君主，從而達成齊家、治國、平天下的理想，即《論語》中所謂“可以興，可以觀，可以群，可以怨。邇之事父，遠之事君；多識於鳥獸草木之名。”
《詩經》開啟了中國數千年來文學的先河，亦開創了中國多年以現實主義為主的文學作品。胡适认为《诗经》“确实是一部古代歌谣的总集，可以做社会史的材料，可以做政治史的材料，可以做文化史的材料。万不可说它是一部神圣经典”。胡适強調训诂，“如戴震、胡承珙、陳奐、馬瑞辰等等，凡他们关于《诗经》的训诂著作，我们都应该看的。”例如：“黄鸟于飞”之句，“于”字不是“往”，而是“焉”，指“在那儿飞”。胡适還認為《嘒彼小星》一诗是描写妓女送铺盖上店陪客人的情形。
李敖認為《诗经》中《蹇裳》一文中最后一句是“狂童之狂也且”，是指“狂童之狂也，且”，「且」則是指男性生殖器，為戲謔的粗話，白話为“你这小子神气個什么鳥啊！”還有認為《詩經》中的山有扶蘇一文中：「不見子都，乃見狂且。……不見子充, 乃見狡童。」也是為戲謔的粗話，白話為“沒看見漂亮的小表哥，卻看見一個傻屌。”，而且還特別強調文中的「且」字一定要譯為「雞巴」、「屌」字，才不失原意。
王得臣《麈史》稱：“《诗》多识鸟、兽、草、木之名者也，然花不及杏，果不及梨、橘，草不及蕙，木不及槐。《易》之象近取诸身，《爻辞》说卦，罔不该矣，而独不言眉与领。以余观之，若花之桂、楝、鞠，果之菠芰，草之蘅、芷、葱、蒜、苔，木之枫、楠等，《诗》皆未之见。至《易》所不载者，如须、唇、肩、乳、脐等，亦未可悉数。又《尔雅·释鸟》不及鹤，《释虫》不及蝶。物类至繁，偶有遗焉，无足异也。”

### 古琴曲
部份古琴曲以《詩經》篇章為題材創作，例如：鶴鳴九皋、大雅、關雎。

### 引用
1. ↑  直至漢語言發展至中古漢語的成熟期，即約莫西漢中期，「經」（k-lˤeng, keng）一詞才被廣泛使用
2. ↑  小雅中南陔、白華、華黍、由庚、崇丘、由儀等六篇，俱有義無辭，後人以為古者鄉飲酒燕禮皆用以配他詩，以笙奏之，一歌一吹，故稱為「笙詩」。
3. ↑  孙立, 师飚. . 中山大學出版社. 1999.
4. ↑  高等教育自学考试汉语言文学专业辅导丛书编委会. . 贵州人民出版社. 1985.
5. ↑  屈萬里，中国图书评论学会. 中国图书评论学会 , 编. . 辽宁人民出版社. 1991.
6. ↑  《汉书卷三十六楚元王传第六》
7. ↑  胡適：《胡適文存》第四集（上海：商務印書館，1936），談談詩經，頁557-558。
8. ↑  清华简整理研究初见突破性成果
  （页面存档备份，存于），中国高校人文社会科学信息网，2010-10-09
9. ↑  清华简中发现周代诗篇 学术史疑点获澄清
 [永久]，中国日报网，2011-01-06
10. ↑  《汉书·食货志》：“孟春之月，群居者将散，行人震木鐸徇于路以采诗，献之太师，比其音律，以闻于天子。故曰：王者不窥牖户而知天下。”
11. ↑  《史记·孔子世家》：“古者《诗》三千余篇，及至孔子，去其重，取可施于礼仪者……三百五篇，孔子皆弦歌之。”
12. ↑  《诗集传·序》：“孔子生于其时，既不得位，无以行劝惩黜陟之政，于是特举其籍而讨论之。去其重复，正其纷乱，而其善之不足以为法，恶之不足以为戒者，则亦刊而去之，以从简约，示久远，使夫学者即是而有以考其得失，善者师之而恶者改焉”
13. ↑  《毛诗正义·〈诗谱序〉疏》：“孔子所录，不容十去其九。马迁言古诗三千余篇，未可信也。”
14. ↑  《诗经原始·自序》：“乐传既久，未免残缺失次，不能不与乐官师挚辈审其音而定之，又何尝有删《诗》说哉？”
15. ↑  “季札观乐”見《左传·襄公二十九年》，对此记载，皮锡瑞据《周礼·春官·太师》贾公彦疏引郑众《左氏春秋注》云“传家据已定录之”，认为“传者从后序其序，则据孔子定次追录之，故得同正乐后之次第也”（《诗经通论》）
16. ↑  《論語‧子罕》記載孔子曾說：“吾自卫返鲁，然后乐正，雅、颂各得其所。”
17. ↑  《國語·周语》載：“天子听政，使公卿至于列士献诗，瞽献曲，……师箴，瞍赋，曚诵。”
18. ↑  《后汉书·儒林传下》所云：“鲁人申公受《诗》于浮丘伯，为作诂训，是为《鲁诗》。齐人辕固生亦传《诗》，是为《齐诗》。燕人韩婴亦传《诗》，是为《韩诗》。三家皆立博士。赵人毛苌传《诗》，是为《毛诗》，未得立。”
19. 1 2 3  王, 先谦. . 北京: 中华书局. 2017. 序例  [2019-01-13]. ISBN 9787101000665. （原始内容存档于2019-01-13）.
20. ↑  胡适，《谈谈诗经》，558页。
21. ↑  羅惇曧《文學源流》記：「《魯詩》亡於西晉，《齊詩》亡於曹魏，《韓詩》亡於北宋。」
22. ↑  郑振铎引《朱子语类》卷八十：“大率古人作诗，与今人作诗一般。其间自有感物道情，吟咏情性。几时尽是讽刺他人。只缘序者立例，篇篇要作美刺说，将诗人意思穿凿坏了。”
23. ↑  常河 (记者); 汪涛 (通讯员). . 光明日报. 2019-10-14. 08版  [2023-01-03]. （原始内容存档于2024-06-29）.
24. ↑  . 荆州发布. 2022-05-27  [2023-01-03]. （原始内容存档于2024-06-29） –澎湃新闻.
25. ↑  粵音：賓
26. ↑  余培林《詩經正詁》
27. ↑  酈, 道元.  . 维基文库. 《周書》曰：南，國名也。南氏有二臣，力鈞勢敵，競進爭權，君弗能制，南氏用分爲二南國也。按韓嬰叙《詩》云：其地在南郡、南陽之間。
28. ↑  胡適：談談詩經，頁556。
29. ↑  夏, 傳才. .  初版. 台北: 萬卷樓圖書有限公司. 1993/07: 頁16. ISBN 9577390579. OCLC 813895258.
30. ↑  夏, 傳才. . 台北: 萬卷樓圖出有限公司. 1993: 頁15. ISBN 957-739-057-9.
31. ↑  胡適：談談詩經，頁559-560。
32. ↑  朱孟庭.  (PDF). 臺北大學中文學報.   [2019-10-08]. （原始内容存档 (PDF)于2019-10-08）.
33. ↑  常森.  (PDF). 饒宗頤國學院院刊. 2016  [2019-10-08]. （原始内容存档 (PDF)于2019-10-08）.
34. ↑  俞志慧.  (PDF). 漢學研究. 2003  [2019-10-08]. （原始内容存档 (PDF)于2020-04-05）.
35. ↑  饒宗頤：《新出土文獻論証》（上海：上海古籍出版社，2005），頁230。
36. ↑  《论语·阳货》：“子曰：‘小子何莫学夫《诗》？《诗》可以兴，可以观，可以群，可以怨。迩之事父，远之事君。多识于草木鸟兽之名。’”
37. ↑  胡適：《谈谈〈诗经〉》
38. 1 2  李敖：狂童之狂也，鸡巴，《中国性研究》；朱熹在《詩集傳》里亦说：“狂童之狂也且，亦谑之之词。”
39. ↑  李敖. . 1990: 第29頁. ISBN 957-510-002-6.
40. ↑  《冷廬雜識》卷六

## 相關參考論著資料

### 歷代善本及研究
以下為歷代善本及研究書目：
- 漢毛亨傳、漢鄭玄箋、唐孔穎達等疏：《毛詩正義》
- 宋朱熹：《詩集傳》
- 清馬瑞辰：《毛詩傳箋通釋》
- 清陳奐：《詩毛氏傳疏》
- 清王先謙：《詩三家義集疏》
- 清方玉潤：《詩經原始》
- 清姚際恒：《詩經通論》
- 高亨：《詩經今注》

## 延伸阅读
[在维基数据编辑]
 在维基文库阅读本作品原文（ 在维基共享资源阅览影像）
 《欽定古今圖書集成·理學彙編·經籍典·詩經部》，出自陈梦雷《古今圖書集成》
 《史記/卷121》，出自司馬遷《史記》